# Johann Christian Simon
Johann Christian Simon (* 4. März 1687 in Freiberg; † 7. Januar 1760 in Dresden) war ein deutscher Architekt, kursächsischer Obermaurermeister und Baumeister.

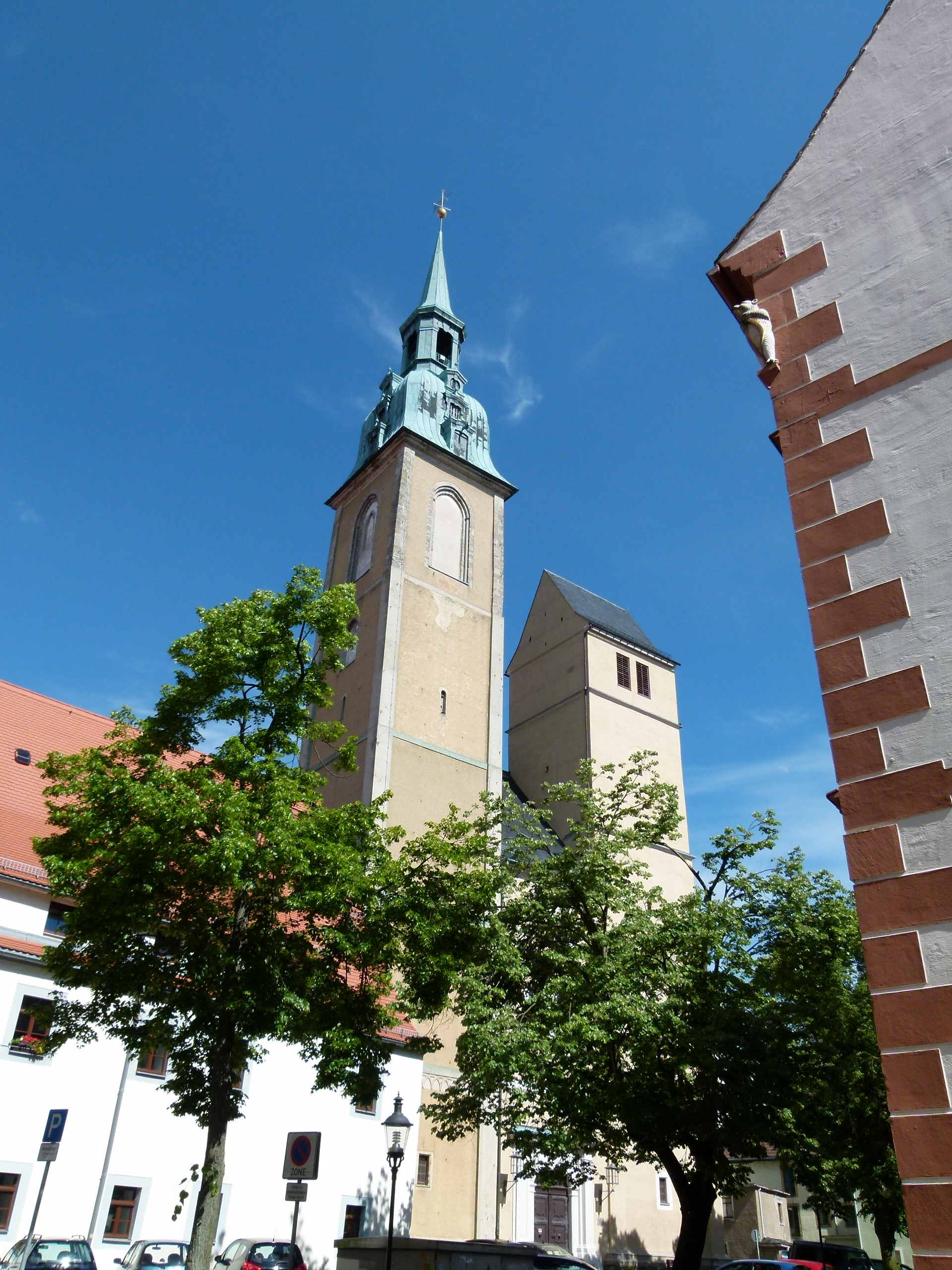
Petrikirche Freiberg

## Leben
Simon war der Sohn des Maurer- und Mälzmeisters Michael Simon. Nach seiner Lehre beim Vater begab er sich auf Wanderschaft und wurde nach seiner Rückkehr 1708 Bürger von Freiberg. Dort erwarb er ein Grundstück und führte kleinere Aufträge aus. Sein Wirkungskreis blieb vorübergehend auf Freiberg und Augustusburg beschränkt. Im Jahr 1715 wurde er mit dem Meisterrecht betraut. Vermutlich ab 1725 errichtete er für den Christoph Heinrich Reichsgraf von Watzdorf das Schloss Lichtenwalde. Zeitgleich leitete er den Einbau der Emporen für die Kirchen in Erbisdorf und Großschirma. Im Jahr 1728 wurde er zum königlichen Jagdbaumeister ernannt. Im selben Jahr leitete er den Umbau der Freiberger Petrikirche. Die Stadtkirche in Zöblitz errichtete er im Jahr 1729 mit rechteckig umlaufenden Emporen. Im Jahr 1731 wurde er zum Landbauschreiber für den Obererzgebirgischen und Meißnischen Landkreis ernannt und siedelte in die Residenzstadt Dresden um. In den Jahren von 1731 bis 1733 erbaute er die Dorfkirche Pretzschendorf bei Dippoldiswalde, einen Zentralbau mit dreifachen Emporen und kreuzflügelartigen Anbauten mit einem hohen Kirchturm an der Nordseite. Von 1734 bis 1740 entstand unter seiner Leitung und nach seinem Entwurf das Brücken- und Geleitshaus in Düben. In Röhrsdorf bei Meißen entstand im Jahr 1737 die Dorfkirche unter seiner Leitung, ein großer Rechtecksaal mit doppelten Emporen und einem Westturm. Gemeinsam mit dem Zimmerermeister Johann Gottlieb Ohndorff baute er 1739 die zuvor abgebrannte Stadtkirche Bärenstein in spätgotischer Form wieder auf, wie auch das neue Pfarrhaus mit Scheune und das neue Schulhaus. Ab dem Jahr 1732 betreute er die Umbaumaßnahmen in der Meißner Porzellanmanufaktur einschließlich eines Seilzuges von der Elbe zum Burghof. In den Jahren von 1739 bis 1740 wirkte er als Ökonom in der Bauleitung an der Katholischen Hofkirche an der Seite von Gaetano Chiaveri mit. Er war an den Häusern in Dresden für den Bildhauer Lorenzo Mattielli sowie für den Akziserat Hofmann beteiligt. 1740 wurde er mit der Planung des Rathauses am Altmarkt und des Nachbarhauses Döring (im Auftrag des Ratsmaurermeisters Johann Gottfried Fehre) beauftragt. Im Jahr 1750 leitete er die Baumaßnahmen am Brühlschen Palais. Die Aufstockung des Hahnenturmes der Freiberger Petrikirche wurde von ihm entworfen und geleitet. Im Jahr 1750 entstand das Forsthaus in der Dresdner Heide und weitere Wohngebäude in Dresden. Neben vielen kleineren Aufträgen entwarf und baute er von 1754 bis 1755 ein Mühlengebäude für das königliche Blaufarbenwerk in Oberschlema. Am 1. November 1757 wurde er zum Oberältesten der Dresdner Maurerinnung berufen. Bereits im Jahr 1760 verstarb er in Dresden.
Er hatte einen Sohn Christian Gottlieb Simon, der um 1712 in Freiberg, Sachsen geboren wurde und zwischen 1730 und 1737 in Dresden und Leipzig studierte.